# Dodekateism
Dodekateism (bokstavligen: "tro på tolv gudar") används ibland som namn på den tro som nutida anhängare av den återupplivade antika grekiska religionen bekänner sig till.